# Дасяхэ
Дасяхэ́ (кит. упр. 大夏河, буквально: «Большая река Ся») — река в провинции Ганьсу, приток Хуанхэ.

## География
Река берёт своё начало в уезде Сяхэ почти у границы с провинцией Цинхай. Сначала она течёт на восток, но после впадения Гончасу поворачивает на северо-запад, огибая горный хребет, а после впадения Телунгоу поворачивает на северо-восток, и пройдя сквозь территорию Линься-Хуэйского автономного округа впадает в водохранилище Сигоуся на реке Хуанхэ.

## Топонимика
По реке Дасяхэ названы уезды Сяхэ, Линься, городской уезд Линься и Линься-Хуэйский автономный округ.